# Biotin

Strukturformel för biotin

Biotin eller vitamin B7 (tidigare även vitamin H) är ett vattenlösligt vitamin som medverkar vid cellernas karboxyleringsprocesser och katalyserar syntesen av fettsyror och hemoglobin. Det är även viktigt för nedbrytning av energireserven glykogen. Det aktiverar bakteriebekämpande enzymer.
Biotin kan bildas av tarmfloran om den är frisk. Det finns i nästan alla livsmedel, men särskilt mycket i lever, havregryn, vetegryn och ägg. Vissa livsmedel och ämnen kan hämma upptag eller produktion av biotin, främst rå äggvita och pantotensyra (vitamin B5).
Enligt svenska Livsmedelsverket ger en varierad kost runt 40 µg biotin per dag, men det finns inget rekommenderat dagligt intag. Amerikanska National Center for Biotechnology Information ger 30 µg per dag som adekvat och säkert intag, men data saknas för att kunna ge specifika rekommendationer baserat på kön och ålder.
Skadlig biotinbrist är mycket ovanlig men kan drabba gravida och personer som äter ensidig kost kan drabbas, särskilt personer som äter rå äggvita dagligen under flera månader. Det kan också drabba personer med vissa ärftliga metaboliska nedsättningar. Brist kan leda till neurologiska problem som känselstörningar, depression och hallucinationer, och vid mer akut brist eksem, håravfall och förtunnade naglar.
Det finns inga kända fall av överdosering. Djurförsök antyder att åtminstone tio gånger den normala dosen är säker.